# Juan Carlos Pastor
Juan Carlos Pastor Gómez (Valladolid, 18 de mayo de 1968) es un entrenador español de balonmano.

## Biografía
Fichó como entrenador del Club Balonmano Valladolid en la temporada 1995-1996, equipo con el cual consiguió 2 Copas del Rey consecutivas (2004-2005 y 2005-2006), una Copa Asobal en la temporada 2002-2003, una Recopa de Europa en la temporada 2008-2009 y distintos subcampeonatos en la Supercopa de España (2000-2001), Supercopa de Europa (2003-2004), Copa EHF (1998-1999), EHF City Cup (1999-2000) y Recopa de Europa (2003-2004 y 2005-2006). Continuó en el equipo hasta el 2013.
Desde noviembre de 2004 hasta 2008 compaginaba su labor como entrenador del Balonmano Valladolid con la de seleccionador de la selección de balonmano de España en sustitución de César Argilés. Con la selección masculina absoluta ha conseguido la medalla de oro en el campeonato mundial de 2005 de Túnez y una medalla de plata en el europeo masculino de 2006 celebrado en Suiza así como la medalla de bronce en las olimpiadas de Pekín 2008.
Tiene dos hijas, Beatriz y Marta.

## Trayectoria
- Club Balonmano Valladolid (1995 - 2013)
- Selección de balonmano de España (2004 - 2008)
- SC Pick Szeged (2013-2023)
- Selección de balonmano de Egipto (2023-)

## Palmarés

### Club Balonmano Valladolid
- 2 veces campeón de la Copa del Rey: 2004-2005, 2005-2006
- 1 vez campeón de la Copa Asobal: 2002-2003
- 1 vez campeón de la Recopa de Europa: 2008-2009

### Selección masculina de España
- Medalla de oro en el Campeonato del Mundo de Túnez de 2005
- Medalla de oro en los Juegos Mediterráneos de Almería de 2005
- Medalla de plata en el Campeonato de Europa de Suiza de 2006
- Medalla de bronce en los Juegos Olímpicos de Pekín de 2008

### SC Pick Szeged
- 1 vez campeón de la Copa EHF: 2013-14
- 3 veces campeón de la Liga Húngara 2017-18, 2020-21, 2021-22
- 1 vez campeón de la Copa Húngara 2018-19

### Selección de balonmano de Egipto
- Medalla de Oro en el Campeonato Africano de Balonmano Masculino de 2024XXVI

## Premios, reconocimientos y distinciones
- Medalla de Plata de la Real Orden del Mérito Deportivo, otorgada por el Consejo Superior de Deportes (2007)
- Medalla de Oro de la Real Orden del Mérito Deportivo, otorgada por el Consejo Superior de Deportes (2009)